# 58345 Moomintroll
58345 Moomintroll è un asteroide della fascia principale. Scoperto nel 1995, presenta un'orbita caratterizzata da un semiasse maggiore pari a 1,9294298 UA e da un'eccentricità di 0,0429479, inclinata di 17,56727° rispetto all'eclittica.